# Ханькоу
Ханько́у (кит. трад. 漢口, спр. 汉口, піньїнь: Hànkǒu) — колишнє місто в Китаї, у провінції Хубей. Складова сучасного міста Ухань, КНР. Розташоване на північному березі річки Хань, притоки Янцзи, у місці злиття притоки із основною річкою. 

## Історія
Відоме від часів династії Тан. В різні часи називалося Сякоу (夏口, Xiakou), Мянькоу (沔口, Miankou) і Лукоу (鲁口, Lukou). 
1658 року тут зведено храм Гуйюаньси.
1938 року було захоплене Імперською армією Японії в ході японсько-китайської війни (1937—1945) років.
З 1944 року — місце дислокації штабу 6-го фронту японських сухопутних сил. Того ж 1944 року зазанало стратегічних бомбардувань американською авіацією.